# Čestné prohlášení
Čestné prohlášení je náhradou za zejména listinný důkaz ve správním řízení, osvědčuje (ale nedokazuje) určité skutečnosti.

## Česko

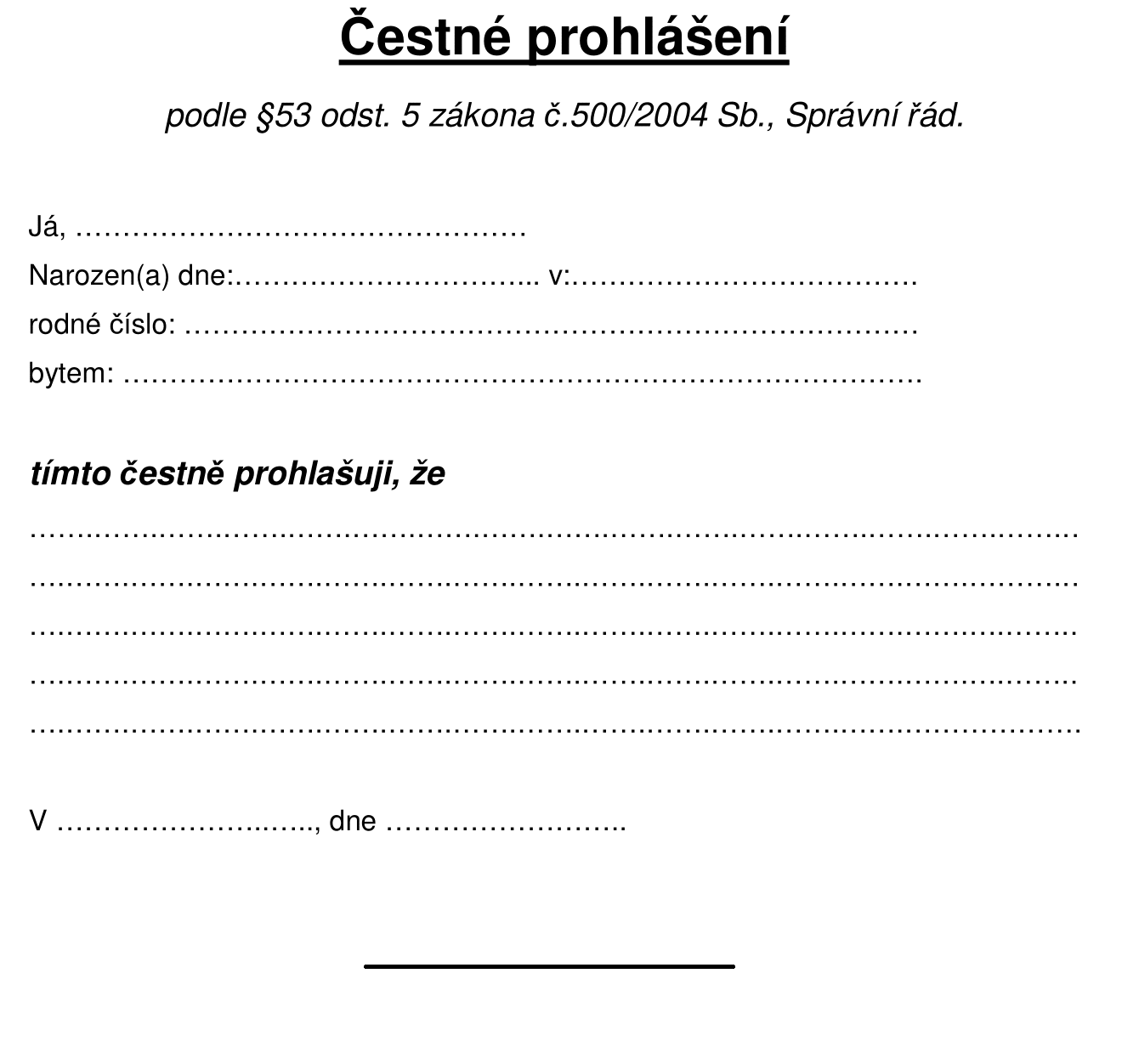
Formulář pro čestné prohlášení

Do českého práva bylo zavedeno zákonem o čestném prohlášení ve správním řízení v roce 1948, podle kterého mohlo být úřadem připuštěno k osvědčení skutečností, které měly být jinak dokázány veřejnou nebo soukromou listinou, jejíž předložení ale bylo spojeno s neúměrnými obtížemi. Nebylo ale přípustné tam, kde byl dán zvláštní veřejný zájem, např. v trestním řízení nebo pokud by mohla být porušena procesní rovnost stran. Mohlo být učiněno ústně nebo písemně, vždy však muselo obsahovat ujištění daného účastníka řízení na jeho čest, že určitá skutečnost odpovídá skutečnosti. Pokud by neodpovídala, šlo v případě pouhé nedbalosti o přestupek, trestaný vězením do tří měsíců, v případě úmyslného lhaní ale už o zločin, za který hrozilo žalářování od šesti měsíců do jednoho roku.
Podobná úprava čestného prohlášení zůstala i ve správním řádu z roku 1967, upřesněno bylo pouze to, že jím nešel nahradit znalecký posudek a nepravdivé údaje už byly posuzovány jen jako přestupek. Také podle platného správního řádu lze stále využít čestné prohlášení jako náhradu za důkaz listinou, ale jen pokud to umožňuje zvláštní zákon.

## Svět
V oblasti anglo-amerického práva je podobným institutem affidavit, místopřísežné prohlášení, kterým lze např. nahradit výslech osob nebo které osvědčuje jiné skutečnosti.